# Era Entecada
Era Entecada es una montaña de 2269 metros de altitud en la comarca del Valle de Arán, provincia de Lérida.

## Descripción
Era Entecada está situado en la vertiente oeste del valle de Era Artiga de Lin en el Municipio de Las Bordas.